# George Strange
George M. Strange (* 9. November 1880 in Portage la Prairie; † 22. Juni 1961 in Toronto) war ein kanadischer Ruderer.

## Karriere
Strange besuchte die University of Toronto. 1904 nahm er an den Olympischen Spielen in St. Louis teil. Hier erreichte er mit seiner Mannschaft vom Argonaut Rowing Club im Achter den zweiten Rang und sicherte sich somit Silber.
1906 lebte er in Seattle und trainierte ehrenamtlich die Rudermannschaft der University of Washington. Beruflich war er als Geschäftsmann tätig.